# Astrophysics and Space Science Library
Die Astrophysics and Space Science Library ist eine Serie von Monographien über Themen der Astrophysik, Astronomie und Kosmologie. Die Themen werden in einen breiteren Kontext zu anderen Disziplinen wie Ingenieur-, Computer- und Umweltwissenschaften oder Kern- und Teilchenphysik eingeordnet. Die Reihe wird von Steven Shore, Professor an der Universität Pisa, herausgegeben und umfasst bislang (Stand September 2024) 472 Bände. Sie wird von Springer Nature verlegt. 